# Taxe sur les actes des huissiers de justice

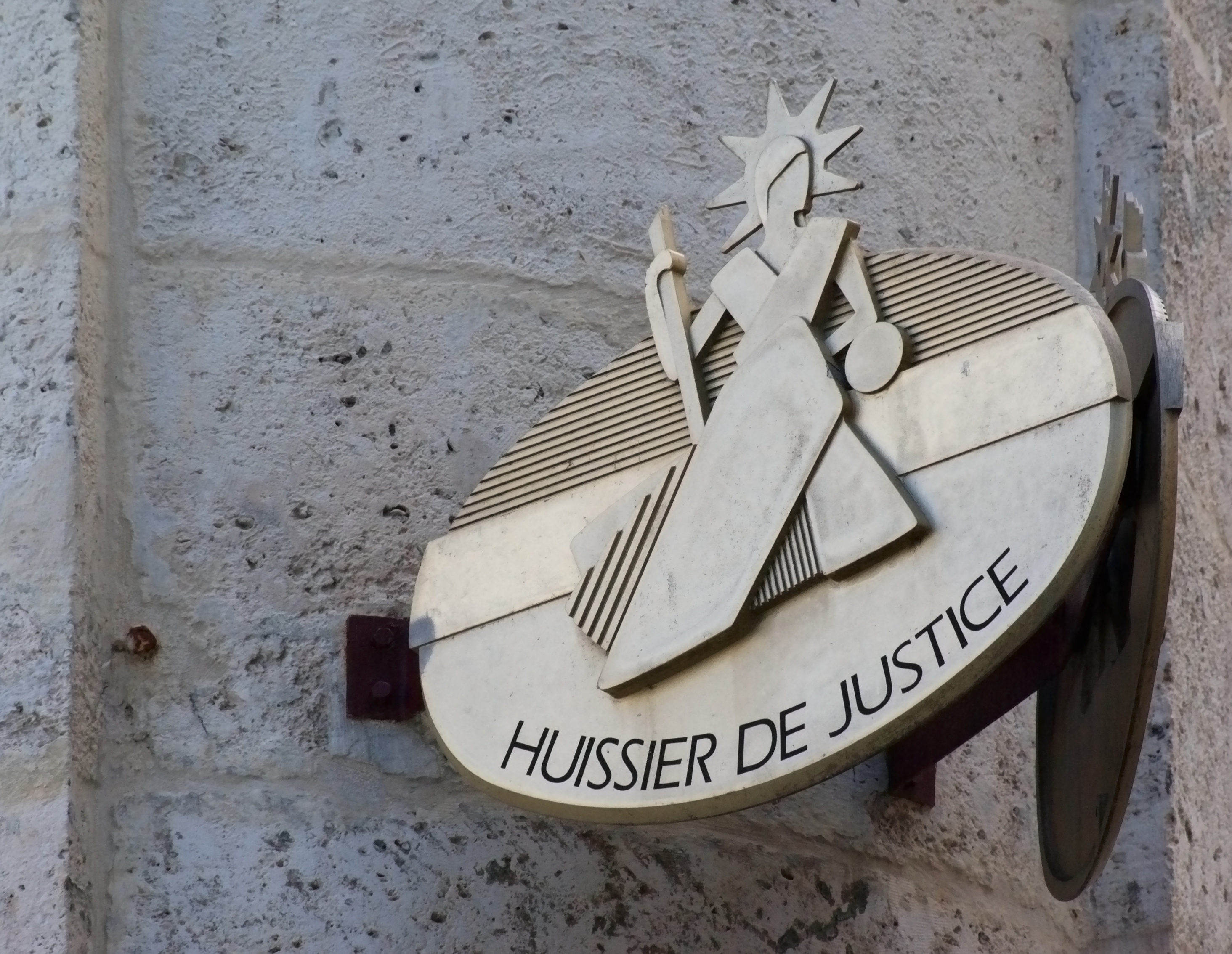
Enseigne d'un huissier de justice en France.

La taxe sur les actes des huissiers de justice est une taxe forfaitaire française créée en 1994 et supprimée à compter du 1er janvier 2021.

## Historique
Taxe créée par l'article 16 de la Loi n° 93-1352 du 30 décembre 1993 de finances pour 1994. L'article est codifié à l'article 302 bis Y du code général des impôts.
En 2014, l'Inspection générale des finances liste la taxe sur les actes des huissiers de justice dans les 192 taxes à faible rendement. La mission ne préconise pas de supprimer cette taxe en priorité.
La loi de finances pour 2016 relève le montant de la taxe forfaitaire applicable sur les actes d'huissiers afin de contribuer au financement de l'aide juridictionnelle. Fixé à 11,16 euros depuis le 1er janvier 2015, la taxe passe à 13,04 euros pour les actes accomplis en 2016 et à 14,89 euros pour ceux réalisés en 2017.
Lors de la loi de finances pour 2020, sa suppression est proposée par amendement de l'Assemblée nationale. Elle est adoptée et sera effective au 1er janvier 2021.

## Caractéristiques

### Redevables
Les actes des huissiers de justice sont soumis à une taxe forfaitaire. En 2012, la DGFiP évaluait le nombre de professionnels redevables de la taxe à 2000.
| Période                                 | Montant |
| --------------------------------------- | ------- |
| Depuis le 1er janvier 2017              | 14,89 € |
| Du 1er janvier 2016 au 31 décembre 2016 | 13,04 € |
| Du 1er janvier 2015 au 31 décembre 2015 | 11,16 € |
| Du 1er janvier 2002 au 31 décembre 2014 | 9,15 €  |
| Du 22 avril 1998 au 31 décembre 2001    | 60 F    |
| Du 2 septembre 1994 au 22 avril 1998    | 50 F    |

### Bénéficiaire
Le produit de la taxe est affecté au budget de l'État sauf en 2015 où il a été affecté au Conseil national des barreaux jusqu'en 2015.

### Produit
Lors de la loi de finances pour 2020, il est indiqué que le dernier rendement connu de la taxe s’élève à 65 millions d'euros.